# Florida (Cordillera)
Florida es una localidad del sureste de Bolivia, ubicada en las tierras bajas del Chaco boliviano. Administrativamente se encuentra en el municipio de Cabezas de la provincia Cordillera en el departamento de Santa Cruz.
La localidad está a una altitud de 583 m s. n. m. en la margen norte del río Seco Florida, que fluye río abajo unos kilómetros al sureste del pueblo de Río Seco hacia el río Grande.
Es conocida por haber sido el escenario de la Batalla de La Florida en 1814, una de las batallas más importantes de la Guerra de la Independencia de Bolivia, en donde se enfrentaron los patriotas con los realistas.

## Historia
El año 1779 se libró una guerra de los indígenas chiriguanos en contra de los colonizadores españoles y los misioneros presentes en la región del Chaco. Esta guerra ocasionó que muchos chiriguanos huyan de sus pueblos en Mazabí, Igmirí y Tacurú, ubicados en la otra banda del río Grande o Guapay y se refugiaran en las misiones de Piray, Cabeza y Abapó. Los padres conversores, por miedo a que se diera otro levantamiento de los chiriguanos, pidieron al regente de la Real Audiencia de Charcas, Gerónimo Manuel de Ruedas, que autorizara la fundación de una misión en la llanura de Caugua, ubicada en la margen norte del río Seco Florida. Fue por este motivo, que junto a la decisión del gobernador de la Provincia de Santa Cruz de la Sierra, D. Tomás de Leso, se decidió establecer un nuevo pueblo.
Florida fue fundada el 12 de noviembre de 1781 con el nombre de Nuestra Señora del Pilar de la Florida en la llanura de Caugua, en la margen norte del río Seco Florida. Esta fue fundada por el fraile franciscano Francisco del Pilar del Colegio Franciscano de Tarija. La misión fue poblada de chiriguanos que vinieron de los pueblos de Mazabí, Igmirí y Tacurú, huyendo a la guerra de dos años antes. En la obra "Descripción geográfica y estadística de la provincia de Santa Cruz de la Sierra" escrita por el gobernador español Francisco de Viedma se menciona que para la construcción de una capilla y una casa para los padres se gastaron 2.600 pesos.
Sin embargo, el 24 de julio de 1788, los chiriguanos, sabiendo que Francisco del Pilar iba a fundar misiones en sus pueblos de origen, decidieron retornar a estos, dejando así la misión de Florida despoblada. Para volver a poblarla se autorizó, con licencia de la Real Audiencia de Charcas, que algunas familias de la misión cercana de Piray se trasladaran a la de Florida.

## Geografía
Florida está ubicada en el borde suroriental de la Cordillera Oriental boliviana con un clima subtropical y se caracteriza por una estación seca de seis meses que dura de mayo a octubre.
La temperatura media de la región ronda los 24 °C, los valores mensuales varían entre los 20 °C en junio y julio y los 27 °C en diciembre y enero. La precipitación anual es de 800 mm, los meses más lluviosos son enero y febrero con 130 mm y los meses más secos julio y agosto con menos de 20 mm en promedio a largo plazo.

## Transporte
Florida se encuentra a 130 kilómetros por carretera al sur de la ciudad de Santa Cruz de la Sierra, la capital departamental.
Desde Santa Cruz, la ruta troncal pavimentada Ruta 9 viaja hacia el sur a través de Mora y Río Seco, Cabezas, Abapó, Ipitá y Villa Montes hasta Yacuiba en la frontera boliviana con Argentina. En Río Seco, un camino vecinal sin pavimentar se desvía de la Ruta 9 en dirección noroeste y luego de veinte kilómetros después de cruzar el río Seco Florida llega a la localidad de Florida.

## Demografía
La población de la ciudad ha aumentado aproximadamente a la mitad en la última década:
| Año  | Habitantes | Fuente |
| ---- | ---------- | ------ |
| 1992 | -          | Censo  |
| 2001 | 233        | Censo  |
| 2012 | 354        | Censo  |

Debido a la distribución poblacional históricamente creciente, la región aún cuenta con cierta proporción de población indígena, en el municipio de Cabezas el 9,0 % de la población habla la lengua quechua y el 6,8 % la lengua guaraní.